# 大幡村 (埼玉県)
大幡村（おおはたむら）は埼玉県の北部、大里郡に属していた村。
大幡村は現在の熊谷市原島、柿沼、代の位置にあった。
農業が主たる産業であった。
村長は清水家より出ており、特に清水耕朔は渋沢栄一と親交もあった。その他奈良の山下家、南河原の束田家とも親交があったが、編入合併により職を辞した。

## 歴史
- 1889年4月1日 - 町村制施行に伴い、大里郡代村・原島村、幡羅郡柿沼村・新島村が合併し、大里郡大幡村が成立する。
- 1932年4月1日 - 熊谷町に編入され消滅。